# Giorgio Cavazzano
Giorgio Cavazzano (Venezia, 19 ottobre 1947) è un fumettista italiano, tra i più apprezzati autori italiani di fumetti. È noto soprattutto come disegnatore di fumetti della Disney pubblicati in Italia dalla Mondadori prima, dalla Disney Italia dal 1989 e dalla Panini Comics dal 2013, e dalle riviste Disney francesi come Mickey Parade e Le Journal de Mickey, oltre che di fumetti umoristici non disneyani e altri di genere realistico. Ha all'attivo anche lavori nel campo dell'animazione e della pubblicità..

## Biografia

### Gli esordi
Esordisce presto nel mondo del disegno, a 12 anni, frequentando lo studio del cugino Luciano Capitanio, disegnatore umoristico, aiutandolo nell'inchiostrazione esordendo realizzando le chine di Fiordipesco e lo studio, storia a fumetti apparsa sul mensile Voci d'Oltremare. Due anni più tardi, da un incontro casuale su un vaporetto, a causa del forte vento che gli fa volare i disegni del cugino, conosce una ragazza, fidanzata e futura moglie di Romano Scarpa, alla quale mente dicendole che i disegni sono i suoi. Da questo incontro incomincia una collaborazione che durerà molti anni. La prima storia di questo sodalizio è Paperino e la gloria nazionale, disegnata da Scarpa e inchiostrata da Cavazzano, pubblicata nel 1962 sul nº370 di Topolino. La prima storia Disney disegnata interamente da lui è Paperino e il singhiozzo a martello, su testi di Abramo e Giampaolo Barosso, pubblicata sempre su Topolino il 13 agosto 1967.

### Lavori Disney
(Tiziano Sclavi, 1989)
 La carriera dell'autore si sviluppa principalmente sui personaggi Disney disegnando storie scritte da autori come Carlo Chendi, Abramo Barosso e dal 1970, con la storia Zio Paperone e la rapina del secolo, inizia una lunga collaborazione con lo sceneggiatore Rodolfo Cimino. Inoltre crea anche nuovi personaggi dell'universo disneyano come Reginella, ideata insieme a Cimino e Ok Quack e Umperio Bogarto, insieme a Chendi. Contemporaneamente lavora per il mercato estero collaborando con Jerry Siegel e realizzando alcune storie per il Walt Disney Program (storie realizzate partendo da un soggetto dello Studio Disney) mentre nel 1973 disegna la sua prima storia di Paperinik, che su testi di Guido Martina, vede l'esordio di Paperinika, l'alter ego di Paperina, che si avvale, in Paperinika e il filo di Arianna, dell'aiuto di Genialina Edy Son, la controparte femminile di Archimede. Ritornerà, poi, su Paperinik nel corso degli anni ottanta con una serie di storie classificate come del periodo leggero.

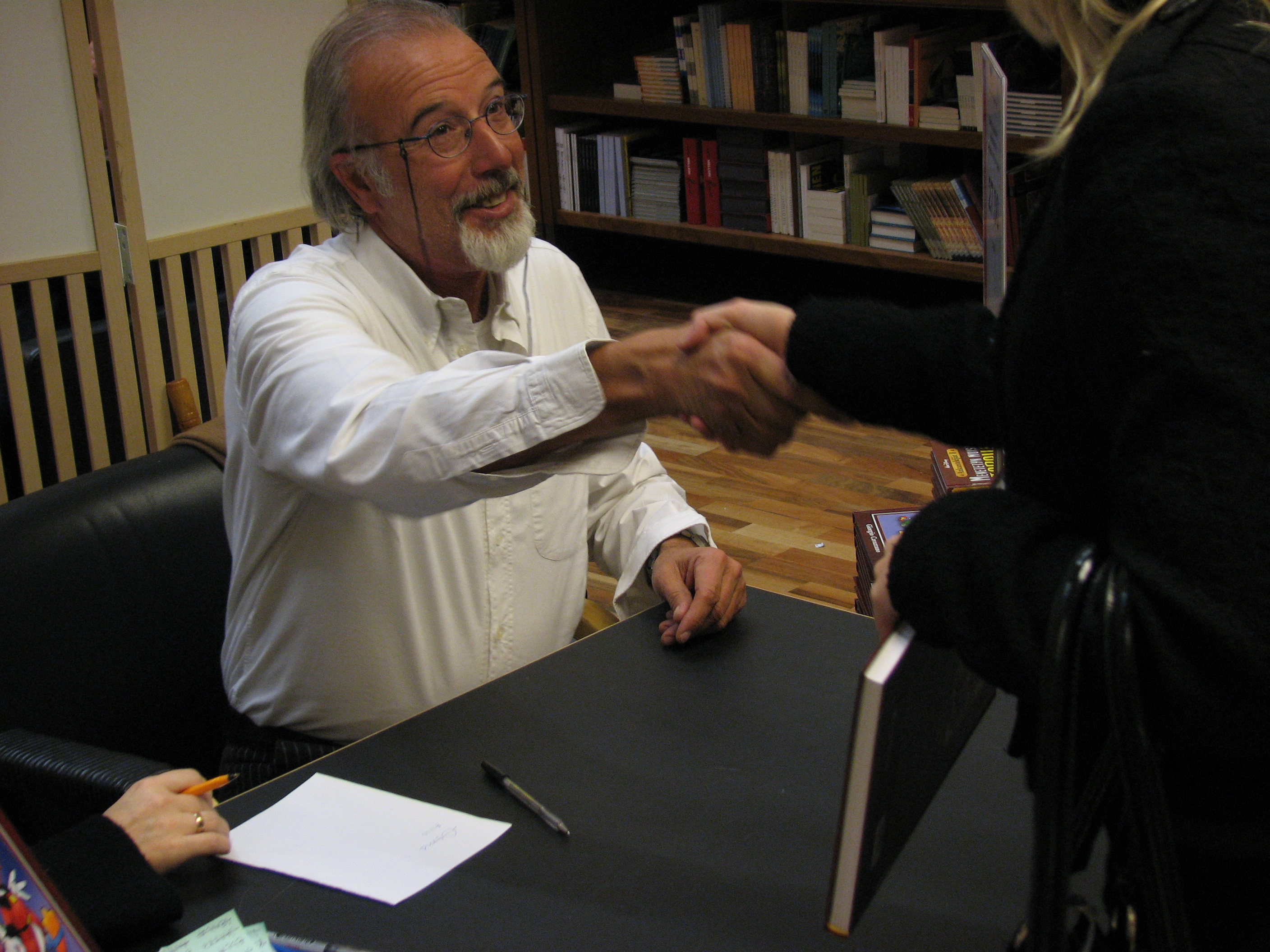
Cavazzano negli anni 2000 mentre saluta un suo fan

Negli anni ottanta, insieme a Chendi, crea nel 1981 l'alieno un po' bislacco Ok Quack (al quale, nel 1995, affiancherà un cugino altrettanto bislacco, KO Uack, insieme a Fabio Michelini) e nel 1982 lo strampalato Umperio Bogarto, un detective che, soprattutto negli ultimi anni, ha unito la sua strada con quella di Paper Bat (l'identità segreta di Paperoga), creando una miscela dagli esiti esilaranti.
Con Concina inizia la serie delle storie a bivi con Topolino e il segreto del castello (1985). La collaborazione con Marconi produce nel 1986 Topolino in... Pista!, una storia a fumetti per il lancio della trasmissione della Rai, Pista! presentato da Maurizio Nichetti, pubblicata su Topolino nº1595 del 22 giugno, dove Nichetti compare come personaggio a fumetti. A questa seguirà nel 1987, Pista! a Topolinia (quasi una telenovela) (Topolino nº1637), dove Paperone e famiglia sfidano la Banda Bassotti. Su testi di Massimo Marconi realizza diverse storie promozionali o educative, come Il segreto di Sport Goofy del 1988 e in generale altre storie di argomento sportivo come quelle incentrate sulla scherma di ambientazione fantasy, inizia con Topolino e la spada invincibile e Topomouche, storia di amori e di spada su testi di Bruno Concina del 1989 e proseguita con Topolino e la spada del tempo (1990).
Negli anni novanta sempre su testi di Cimino disegna alcune storie della serie de I racconti attorno al fuoco, un ciclo di storie su leggende raccontate da Nonna Papera alla famiglia dei paperi riunita attorno al fuoco per rivivere al meglio l'atmosfera del racconto stesso.
Nel 1991 la coppia Cavazzano-Marconi realizza Topolino presenta: La Strada, storia che racconta la parodia del celebre film di Federico Fellini all'interno di due eventi vissuti dal regista riminese.
Con Silvano Mezzavilla realizza nel 1993 Topolino e la fabbrica dei sogni, sentito omaggio al cinema. Sul solco della Settima arte, farà risorgere il personaggio di Vincenzo Paperica, versione fumettistica del giornalista Rai Vincenzo Mollica inventata da Andrea Pazienza.
Sul settimanale Topolino, in occasione di eventi promozionali con associazioni ambientaliste come il WWF o la LIPU vedono la luce una serie di storie su testi di vari autori e disegnate da Cavazzano come Zio Paperone e l'operazione foglia, su testi di Michelini, o Bambi e l'adozione da sogno, di Marconi, o Zio Paperone e la fabbrica dell'aria, su testi di Alessandro Sisti, con cui fa il suo esordio la papera ecologista Pandy Pap. Seguono sempre di Sisti Topolino e il caso Traffic ma anche un gruppo di storie dedicate alla promozione del lavoro di Telefono Azzurro, associazione contro gli abusi sui minori, come Topolino e il segreto di un bambino e Tip e Tap e la solitudine di Jack.

#### I lavori per il mercato francese
Contemporaneamente al suo impegno in Italia, Cavazzano ha spesso realizzato storie Disney anche per il mercato estero, in particolare quello francese. Innanzitutto le copertine per Super Picsou Geant, Mickey Parade (su tutte la serie di 18 copertine per il 2000 nel quale ritrasse, 18 diversi personaggi Disney, iniziando da Topolino e passando per Paperino, Paperina, Indiana Pipps, Paperinik, Gancio il Dritto), Le Journal de Mickey e Picsou Magazine, realizza anche alcune storie (la prima, SuperPippo salvatore dell'Apollo, del 1982, prima edizione italiana nel 2000 su I Maestri Disney nº20), quindi alcune serie che non allontanarono troppo Cavazzano dalle atmosfere investigative: Gli anni muggenti di Clarabella, ambientata nella Topolinia degli anni venti e iniziata nel 1988 su testi di Philippe Gasc e Jacques Lelievre (storie edite in Italia sul mensile Minni&Company; nel 1986 realizza, su testi di Corteggiani, la riduzione a fumetti del lungometraggio animato Basil l'investigatopo, cui fa seguito, sempre con Corteggiani, una serie di quattro brevi avventure. Nel 1999, sempre con Corteggiani, realizza un omaggio a Claude Marin, considerato uno dei più grandi artisti Disney a livello mondiale, nella storia Topolino in Il ritorno di Babbo Natale.
Nel 2008, assieme ad Alessandro Baricco e a Tito Faraci realizza "La vera storia di Novecento", che ottiene un successo enorme e, secondo un sondaggio, è la miglior storia mai pubblicata su Topolino.
Nel 2016, uno dei suoi capolavori, "Topolino e Minni in "Casablanca", viene ristampata nel primo volume della prestigiosa edizione "Super De Luxe Edition". Diverse altre sue storie, come "La vera storia di Novecento" e "La Ballata di Topo Maltese", verranno ristampate nella stessa edizione.

### Altri lavori
Oltre a storie per la Disney ha realizzato altre serie sia in Italia che all'estero. In Italia nel 1974 su testi di Giorgio Pezzin ha realizzato la serie Oscar e Tango pubblicata sul Messaggero dei Ragazzi, la serie Walkie&Talkie pubblicata sul Corriere dei Piccoli e, nel 1977 la serie Smalto e Johnny per la rivista Il Mago.
Su testi di Tiziano Sclavi nel 1975 realizza la serie noir di Altai & Jonson pubblicata sul Corriere dei Ragazzi incentrata su due sgangherati detective. Sclavi, in una prefazione alla ristampa della serie, ricorda che: «le due prime storie ( [...] ) erano una cosa e le successive furono un'altra, perché dopo le scrivevo "sul disegno" di Giorgio.» Sempre con Sclavi realizza nel 1979 per la rivista tedesca Zack, il personaggio di Silas Finn, giovane avventuriero del vecchio west. e prima collaborazione oltre i confini italiani, che lo porterà anche sulla rivista transalpina Pif Gadget, per la quale realizza una nuova versione dei personaggi creati da José Cabrero Arnal. Insieme a lui un folto gruppo di italiani: Clod, Bonfatti e Sandro Zemolin, che sarà per molti anni il suo inchiostratore di fiducia.
Nel 1980, sempre sui testi di Pezzin, realizza la serie di Capitan Rogers, un cacciatore di castori dell'America del XVIII secolo pubblicato su Il Giornalino per 47 episodi scritti in parte anche da François Corteggiani. Sempre nel 1980 ha il suo primo incarico nella pubblicità per la campagna della Gibbs Dental Division.
Nel 1989 realizza alcune vignette di Eldo Leo, personaggio ideato da Silver per i gelati della Eldorado. Tre anni più tardi è la volta di Jungle Bungle, su testi di Sergio Aragonés, pubblicato da Comic Art e di Mentamela, creato per la pubblicità del dentifricio Mentadent.
Con Corteggiani crea nel 1987 per il settimanale Le Journal de Mickey il personaggio di Timoty Titan, simpatico ragazzino che vive avventure in stile steampunk in un mondo fantastico nel quale l'artista veneziano inserisce moltissimi omaggi all'arte di Jacovitti. Anche questo personaggio approda in Italia, nel 1991, sulle pagine de Il Giornalino.
Nel corso degli anni novanta, disegna prima un episodio umoristico di Martin Mystère, su testi di Alfredo Castelli (That's All Folks, omaggio ai fumetti Warner e a quelli Disney, edito sul mensile delle Ferrovie dello Stato), quindi molte illustrazioni per il Ken Parker di Berardi e Milazzo. Illustra inoltre alcune storie ideate da Bonvi, progettate per la collana Zona X ma poi pubblicate in volumi autonomi della collana I Grandi Comici del Fumetto, La città e Maledetta Galassia, realizzate sempre per Sergio Bonelli Editore. Sul finire degli anni novanta realizza una storia di Lupo Alberto su testi di Francesco Artibani e Tito Faraci, Il tesoro dei McKenzie.
Infine, nel 2003, realizza un'illustrazione di Rorschach per Ritratto di uno straordinario Gentleman, omaggio ai cinquant'anni dello sceneggiatore inglese Alan Moore.
Nel 2020 vengono pubblicati 4 volumi della collana Il Grande Cavazzano, distribuiti come test in alcune edicole per valutare il gradimento dei lettori.

## Stile
Il suo stile d'esordio è più influenzato dal tratto di Scarpa (che ne corresse le tavole), che non da quello di Barks, che può comunque essere considerato un punto di riferimento per Cavazzano. Per il mondo dei topi, invece, il riferimento principale è più il Paul Murry dei comic books, che non il Floyd Gottfredson quotidiano. Con il trascorrere degli anni, iniziò a guardare molto agli artisti che in quel periodo (fine anni sessanta, inizio dei settanta) aveva intorno: autori come Toppi, Battaglia, Pazienza in Italia, Giraud, Hermann, Uderzo per la Francia, ma anche gli artisti della statunitense MAD, e anche Milton Caniff, Alex Toth, Milt Kahl.
Tra tutti questi, però, sia per i personaggi di contorno delle storie Disney, sia per i lavori extra-Disney, il suo punto di riferimento principale divenne Albert Uderzo, l'artista di origini italiane che è diventato noto, insieme a René Goscinny, per il successo del personaggio francese Asterix. La continua ricerca stilistica di Cavazzano, che affina via via il suo tratto avvicinandosi sempre più a quello di Uderzo, contaminandolo con l'essenzialità di Murry, fanno di Cavazzano il disegnatore ideale per affidargli storie importanti, spesso legate ad eventi particolari, come i regali abbinati a Topolino: ad esempio Zio Paperone e le carte Disney, scritta da Michelini o Topolino e il collegamento multidimensionale, scritta da Massimo Marconi.

## Collaborazioni con altri autori
Oltre a quelle con Scarpa e con Cimino, col quale ha continuato a collaborare fino alla morte di quest'ultimo, nel corso della sua carriera Cavazzano ha collaborato anche a progetti particolari, come lo sfortunato Topolino Più, con la storia di Rudy Salvagnini Zio Paperone in un caso davvero imprevedibile, che ha anche avuto un'edizione in latino, alla realizzazione di un omaggio a Carl Barks con la storia del 1992 Zio Paperone e l'Uomo dei Paperi, sempre su testi di Salvagnini.
Molte sono state le collaborazioni con sceneggiatori come Giancarlo Berardi, Giorgio Pezzin, Tito Faraci, Casty, Rudy Salvagnini e Roberto Gagnor.
In particolare con Giorgio Pezzin, dopo i lavori realizzati con Chendi e Bottaro, dal 1973 realizzare storie a fumetti sia Disney che non-Disney. La collaborazione inizia con Paperino e la visita distruttiva e prosegue realizzando tra le altre delle storie dove hanno interpretato il personaggio di Paperoga in maniera creativa e molto fedele al modello di Dick Kinney, personaggio particolare e generalmente difficile da interpretare. Poco utilizzato nel mercato statunitense, ha trovato terreno fertile in Brasile ed in Europa, in particolare in Italia, sia con alcune incursioni di Chendi e Bottaro, che ne riprende fedelmente il model-sheet di Hubbard, sia, soprattutto, con Pezzin e Cavazzano. La loro prima incursione con il personaggio è Paperino e il croccante al diamante che, insieme a Paperoga e l'isola a motore, avrà l'onore di approdare oltreoceano e riportare per un breve periodo il personaggio sulle riviste Disney americane. Divertente susseguirsi di gag e situazioni difficili, spesso risolte dalle assurde e incredibili trovate di Paperoga, sono probabilmente il gruppo di storie in cui l'arte della coppia di autori raggiunge l'apice della qualità. Da non dimenticarsi anche storie come Topolino e gli incontri falsificati (dal solito tipo) o Topolino e il mistero del Paseidon.
Cavazzano ha realizzato parodie di capolavori del cinema come Casablanca nella storia "Topolino - Minni in "Casablanca"" (1987) o La strada di Fellini in Topolino presenta: La strada (1991).
Nel 1987, poi, rende ancora omaggio a Floyd Gottfredson con la storia Paperino e l'insolito remake, in cui i personaggi disneyani reinterpretano per il cinema la storia a fumetti degli anni trenta Topolino giornalista: in questa occasione, però, vediamo la tormentata lavorazione del film, disturbata dalle continue bizze della star Paperino che cerca sempre di essere presente in primo piano. Con Silvano Mezzavilla realizzano nel 1993 un sentito omaggio al cinema con Topolino e la fabbrica dei sogni oltre a storie d'investigazione come a esempio Gambadilegno e il ritorno a Legcity, Topolino e l'enigma del faro e Topolino e il mistero della voce spezzata.
La collaborazione con Tito Faraci, iniziata in Disney con La lunga notte del commissario Manetta, nella quale i due creano il personaggio del poliziotto texano Rock Sassi (uderziano anche nel carattere), e la realizzazione del numero 0 della miniserie Mickey Mouse Mystery Magazine. I due saranno uniti anche nella realizzazione di una storia dall'atmosfera supereroistica con l'Uomo Ragno, Il segreto del vetro, ambientata a Venezia. Nello stesso anno realizza la copertina dello speciale Devil&Hulk dedicato ai dieci anni di vita editoriale del marchio Marvel Italia.
Le collaborazioni con gli autori stranieri, oltre a Jerry Siegel e a Dick Kinney, riprendono in occasione della realizzazione della storia per i 60 anni di Paperino intitolata Buon compleanno, Paperino!, su testi di Bob Foster e con Byron Erickson, sceneggiatore svedese della Egmont con il quale realizza Zio Paperone e il segreto degli Incas e, soprattutto, la lunga avventura in dodici puntate dei Dragon Lords, fantasy serializzato sulle pagine del periodico Zio Paperone in cui Cavazzano, coadiuvato dal suo inchiostratore Sandro Zemolin, realizza uno storia dallo stile epico.
Fra le collaborazioni degne di nota c'è quella con Casty, iniziata nel 2003, creando l'archeologa Eurasia Tost in una storia avventurosa di Topolino Topolino e la spedizione perduta. La collaborazione prosegue con altre storie dal filone avventuroso, alcune delle quali riprendono lo stesso personaggio di Eurasia Tost la quale, nell'ultima sua avventura pubblicata (Topolino e il colosso di Rodi, 2005), sembra essere destinata a ritrovare l'Atlantide in una saga ancora a venire. Da ricordare anche la lunga storia del 2006 Topolino e il dominatore delle nuvole, che vede un ritorno in grande stile di Macchia Nera e un Cavazzano probabilmente al suo massimo livello grafico.

## Vita privata
Ha fondato, nel 1965, un gruppo musicale, I Randagi, in cui suonava la batteria. È sposato.

## Riconoscimenti
- Premio Yellow Kid al Salone Internazionale dei Comics (1992)